# (5893) Coltrane
(5893) Coltrane ist ein Asteroid des Hauptgürtels, der am 15. März 1982 von der tschechischen Astronomin Zdeňka Vávrová am Kleť-Observatorium (IAU-Code 046) entdeckt wurde.
Der Asteroid gehört zur Eunomia-Familie, einer nach (15) Eunomia benannten Gruppe, zu der vermutlich fünf Prozent der Asteroiden des Hauptgürtels gehören.
Der Himmelskörper wurde am 15. Dezember 2005 nach dem US-amerikanischen Jazz-Saxophonisten John Coltrane (1926–1967) benannt.